# Стрільники (Прилуцький район)
Стрі́льники — село в Україні, у Прилуцькому районі Чернігівської області. Населення становить 99 осіб. Входить до складу Сухополов'янської сільської громади.

## Історія
Селище входило до Полкової сотні Прилуцького полку, після 1781 року до Прилуцького повіту Чернігівського намісництва, а після 1802 - Полтавської губерніі.
Мешканці селища були приписані до парафії Миколаївської церкви села Колісники.
Найдавніше знаходження на мапах 1826-1840 рік як  Стрільниники
У 1862 році у селищі володарському казеному та козачому Стрі́льники було 52 двори де жило 289 осіб, а також хутір володарський Стрільницький (рахувався окремо бо був иншого власника) де було 2 двори де жило 3 особи.
У 1870 році  Стрільники належали Радьківській волості. Одного разу Радьківський пан Ракович поїхав до Рудівського пана в гості. Там  побачив моторного хлопця – батрака, якого звали Федір. Цей хлопець дуже був завзятий і роботящий і запав в душу пану Раковичу. Він і виміняв цього парубка Федора Колошенка за собаку у пана Рудівського. Так Федір потрапив у село Стрільники. Пан Ракович наділив йому землі, дав лісу і поставив Федора лісником. Село Стрільники та угіддя Федора розділяв струмок. Тут Федір побудував греблю, щоб можна було пройти в село. І виник куток - Загребля – так його називають і досі. Розчистили озерце, яке носить назву Колошенкове.
У 1911 році у селищі Стрі́льники була церковно-парафійна школа та жило 599 осіб
Свято-Богословська церква   Будівництво церкви в с. Стрільники розпочато за ініціативи сім'ї Супруненків, в пам'ять про померлого чоловіка, батька. За життя Івани Анатолієвич пообіцяв селянам побудувати нову церкву. Людмила Миколаївна зі своїм сином Миколою Івановичем виконали його заповіт. В травні 2007 року в новопобудованій церкві відбулась перша служба.
До 2019 року орган місцевого самоврядування — Лісовосорочинська сільська рада.

## Населення

### Мова
Розподіл населення за рідною мовою за даними перепису 2001 року:
| Мова       | Кількість | Відсоток |
| ---------- | --------- | -------- |
| українська | 92        | 92.93%   |
| російська  | 7         | 7.07%    |
| Усього     | 99        | 100%     |

## Відомі люди
В селі народилися
- Кожушко Антон Іванович (*13 квітня 1894) — командир пішої сотні і кулеметної команди Наливайківського полку 1-ї Запорозької дивізії; поручник Армії УНР.
- Колошенко Василь Петрович (* 24 травня 1922) — Герой Радянського Союзу[10]